# Дубровно (Брестская область)
Дубро́вно (бел. Дуброўна) — деревня в Барановичском районе Брестской области Беларуси. Входит в состав Крошинского сельсовета. Население — 24 человека (2019).

## География
Деревня примыкает к автодороге Р2, расстояние по которой до города Барановичи составляет 13 км на юго-запад, а до центра сельсовета, агрогородка Крошин, расстояние составляет 4 км на юго-восток. Имеется коровник. К северо-западу от деревни находится кладбище, рядом с которым расположены два ДОТа. Между автодорогами Р2 и М1 расположена корчма «Замок зубра» с баней и хостелом.

## История
В 1909 году — деревня (30 дворов, 225 жителей) Столовичской волости Новогрудского уезда Минской губернии. Рядом с деревней находился одноимённый фольварк (1 двор, 7 жителей). На карте 1910 года указана под названием Даброва.
С 1921 года в гмине Столовичи Барановичского повета Новогрудского воеводства Польши. По переписи 1921 года в ней числилось 12 обитаемых зданий, в которых проживало 50 человек (24 мужчины, 26 женщин), все поляки (по вероисповеданию — 41 православный и 9 римских католиков).
С 1939 года в составе БССР. С 15 января 1940 года — в Городищенском районе Барановичской, с 8 января 1954 года Брестской областей, с 25 декабря 1962 года в Барановичском районе.
С конца июня 1941 года до 8 июля 1944 года оккупирована немецко-фашистскими захватчиками. На фронтах войны погибли 2 жителя деревни.
До недавнего времени работал магазин.

## Население
| Численность населения (по переписи) | Численность населения (по переписи) | Численность населения (по переписи) | Численность населения (по переписи) | Численность населения (по переписи) | Численность населения (по переписи) |
| 1909                                | 1921                                | 1959                                | 1999                                | 2009                                | 2019                                |
| ----------------------------------- | ----------------------------------- | ----------------------------------- | ----------------------------------- | ----------------------------------- | ----------------------------------- |
| 225                                 | ↘50                                 | ↗113                                | ↘45                                 | ↘37                                 | ↘24                                 |

## Известные уроженцы
- Александр Митрофанович Бабко (1932—2021) — советский и белорусский передовик сельскохозяйственного производства, Герой Социалистического Труда (1972).